# Cisukadana
Cisukadana is een bestuurslaag in het regentschap Kuningan van de provincie West-Java, Indonesië. Cisukadana telt 816 inwoners (volkstelling 2010).